# پرت اند ویتنی پی‌دابلیو۶۰۰۰
پرت اند ویتنی پی‌دابلیو۶۰۰۰ (به انگلیسی: Pratt & Whitney PW6000) یک موتور هواگرد ساختِ کارخانهٔ پرت اند ویتنی در کشور ایالات متحده آمریکا است . 